# Малиновка (Гагинський район)
Малиновка (рос. Малиновка) — селище в Гагинському районі Нижньогородської області Російської Федерації.
Населення становить 0 осіб. Входить до складу муніципального утворення Гагинська сільрада.

## Історія
Від 2009 року входить до складу муніципального утворення Гагинська сільрада.

## Населення
| 2002 | 2010 |
| ---- | ---- |
| 12   | ↘0   |